# アルビオン級3等戦列艦
アルビオン級戦列艦(Albion class ships of the line)はトーマス・スレード設計のイギリス海軍の74門3等戦列艦。

## 設計
スレードはアルビオン級を90門艦ネプチューンをもとに設計した。

## 同型艦
| 艦名               | 造船所                           | 発注           | 進水          | その後     |
| ------------------ | -------------------------------- | -------------- | ------------- | ---------- |
| アルビオン         | デットフォード工廠               | 1759年12月1日  | 1763年5月16日 | 1797年難破 |
| グラフトン         | デットフォード工廠               | 1767年10月22日 | 1771年9月26日 | 1816年解体 |
| アルサイド         | デットフォード工廠               | 1774年8月21日  | 1779年7月30日 | 1817年解体 |
| フォーティテュード | ランデール造船所（ロザーハイス） | 1778年2月2日   | 1780年3月23日 | 1820年解体 |
| イリジスタブル     | バーナード造船所（ハリッジ）     | 1778年7月8日   | 1782年12月6日 | 1806年解体 |